# Бенедиковцы
Бенедиковцы (укр. Бенедиківці) — село в Великолучковской сельской общине Мукачевского района Закарпатской области Украины.
Население по переписи 2001 года составляло 724 человека. Почтовый индекс — 89620. Телефонный код — 3131. Занимает площадь 1,015 км². Код КОАТУУ — 2122786803.